# سیندرلا (گروه موسیقی)
سیندرلا نام یک گروه راک آمریکایی است که در سال ۱۹۸۳ در پنسیلوانیا، فیلادلفیا پا گرفت. گروه سیندرلا در اواسط دههٔ ۸۰ میلادی موفق شد تا جوایز پلاتینیوم را برای آلبوم‌های خود کسب کند، همچنین چندین ویدئو آهنگ گروه با استقبال چشمگیری روبرو شد تا آنجا که قسمت هوی متال شبکه ام تی وی را به خود مشغول داشت. آن‌ها مشهورند به استفاده از سبک‌های گلم متال و هارد راک هرچند که آن‌ها بعداً کمی تمایل به بلوز راک پیدا کردند.

## پیشینه
سیندرلا در فیلادلفیا به سال ۱۹۸۳ با شرکت تام کیفر، خواننده، آهنگساز و نوازنده کیبورد و گیتار و همچنین اریک بریتینگ‌هام، نوازنده گیتار باس شکل گرفت. ترکیب اولیه اعضای گروه شامل مایکل سمریک، نوازنده گیتار و تونی دسترا نوازنده درامز هم می شد. در ۱۹۸۵ سمریک و دسترا از گروه جدا می‌شوند و گروه خود را با نام بریتنی فاکس را شکل می دهند. در ۱۹۸۵ با عقد قرادادی با شرکت نشر مرکوری/پلیگرم رکوردز، جف لابار، نوازنده گیتار و جیم درنک نوازنده درامز به گروه پیوستند.
در هنگام ضبط اولین آلبوم گروه با عنوان Night Songs در استودیو، جودی کرتز به‌طور موقت جانشین درنک شد، علت آن بود که تهیه‌کننده آلبوم متوجه شد که درنک توانایی کافی برای نوازندگی را ندارد. پس از اتمام ضبط آلبوم فرد کوری جانشین درنک شد و وظیفه نوازندگی درامز را بر عهده گرفت. آلبوم Night Songs در دوم اوت ۱۹۸۶ منتشر شد و مفتخر به دریافت جایزه پلاتینیوم و فروش ۵۰ هزار نسخه‌ای تنها در یک هفته شد. همچنین در فوریه ۱۹۸۳ این آلبوم در رده بندی مجله بیلبورد به مقام سوم دست یافت.
پس از انتشار آلبوم، گروه اولین تور اجرای زنده خود را در ۱۹۸۶ شروع کرد و در طول اجرای این تور با گروه‌هایی همچون، پویزن، گروه ژاپنی لادنس، ون هیلن، بون جووی و دیوید لی روث همراه شد. همچنین گروه در فستیوال مانستر آو راک در انگلستان و آلمان شرکت کرد.
در ۱۹۸۸ دومین آلبوم سیندرلا یعنی Long Cold Winter منتشر شد، آلبوم که حرکت گروه به سوی بلوز راک را نشان می داد اگرچه که همچنان گروه در نوشتن این آلبوم به گلم متال وفادار بود. تور اجرای زنده برای حمایت از این آلبوم آغاز شد و ۱۴ ماه به درازا انجامید و در طول این مدت ۲۵۴ اجرای زنده توسط اعضای گروه برگزار شد. گروه در فستیوال مسکو میوزیک پیس شرکت می‌کند و با گروه‌هایی چون ماتلی کرو، اسکورپیونز، بون جووی، اسکید رو و آزی آزبورن همراه می‌شود.
سومین آلبوم گروه Heartbreak Station بود که در بیستم نوامبر ۱۹۹۰ منتشر شد. این آلبوم هم موفقیت‌هایی را برای سیندرلا در بر داشت از جمله جایزه پلاتینیوم برای فروش میلیونی بود. این آلبوم آغاز رسمی سیک بلوز راک گروه و پایان گلم متال آنان در آن زمان بود. در زمان اجرای تور آلبوم فرد کوری گروه را ترک کرد و به گروه آرکید پیوست.
در ۱۹۹۱ یک اتفاق غیرمترقبه رخ داد، کیفر به‌طور کل صدای خود را به علت بیماری از دست داد و این باعث شد تا ضبط چهارمین آلبوم گروه به تاخیر بیفتد کیفر برای درمان چندین عمل جراحی را پشت سر گذاشت و سرانجام در ۱۹۹۴ آلبوم Still Climbing منتشر شد. در این آلبوم کنی آرنف نوازندگی درامز را بر عهده داشت. آلبوم Still Climbing چندان موفق نبود و شرکت ناشر نیز حمایت جدی از آن نکرد و همینطور ام تی وی هیچ حمایتی از این آلبوم به عمل نیاورد. سبک این آلبوم گرانچ بود و به سرعت از رده بندی چارت‌ها حذف شد و گروه در ۱۹۹۵ به سوی فروپاشی رفت.
پس از سپری شدن یک سال در ۱۹۹۶ گروه دوباره آغاز به فعالیت کرد، در همان سال شرکت نشر مرکوری آلبومی گردآوری شده از بهترین‌های سیندرلا را با عنوان ...Once Upon a منتشر نمود. گروه در ۱۹۸۸ تور اجرای زنده‌ای را در آمریکا آغاز کرد و حاصل آن انتشار آلبوم اجرای زنده Live at the Key Club در ۱۹۹۹ شد.
سیندرلا تا به امروز تغییراتی را در ترکیب اعضا داشته ولی همچنان پابرجاست.

## آلبوم‌ها
| سال انتشار | نام آلبوم          | تصویر روی جلد |
| ---------- | ------------------ | ------------- |
| ۱۹۸۶       | Night Songs        |               |
| ۱۹۸۸       | Long Cold Winter   |               |
| ۱۹۹۰       | Heartbreak Station |               |
| ۱۹۹۴       | Still Climbing     |               |